# Сарру-Сен-Жульєн
Сарру-Сен-Жульєн (фр. Sarroux - Saint Julien) — муніципалітет у Франції, у регіоні Нова Аквітанія, департамент Коррез. Сарру-Сен-Жульєн утворено 1 січня 2017 року шляхом злиття муніципалітетів Сен-Жульєн-пре-Бор i Сарру. Адміністративним центром муніципалітету є Сарру. Населення — 860 осіб (01.01.2021).